# Sœurs de l'Immaculée Conception de Saint-Méen
Les sœurs de l'Immaculée Conception de Saint-Méen sont une congrégation religieuse féminine enseignante et hospitalière de droit diocésain.

## Histoire
Le 2 octobre 1831 à Saint-Méen-le-Grand, Pélagie Lebreton de Maisonneuve (1789-1874) et le Père Jean-François Corvaisier (1780-1849) curé de la paroisse, ouvrent une école pour l'éducation des filles des classes moyennes et aisées alors dépourvues d’un établissement pour les recevoircar les Filles de la charité de Saint-Vincent-de-Paul installées dans la commune reçoivent des filles pauvres ou orphelines et s’efforcent de leur apprendre à lire mais les autres filles ne sont pas prises en charge.
L'année suivante, le Père Corvaisier, qui est membre de la récente congrégation des prêtres de Saint Méen, fondée en 1825 avec l'appui de Jean-Marie de la Mennais, envoie Pélagie Lebreton chez les Filles de la Providence de Saint-Brieuc, elles aussi fondées par La Mennais. Elle entre au noviciat le 7 mars 1832 et prend l'habit le 16 septembre suivant ; elle fait profession religieuse le 8 septembre 1833 puis revient à Saint-Méen-le-Grand. Pendant son absence, l'école est gérée par des sœurs de Saint-Brieuc.
Le 15 août 1832, Grégoire XVI publie l'encyclique Mirari vos qui  condamne le catholicisme libéral et l'’indifférentisme. Bien qu'il ne soit pas cité dans l'encyclique, les thèses libérales de Félicité de La Mennais, frère de Jean-Marie de La Mennais, sont sévèrement critiqués. Le 8 mai 1833, Grégoire XVI adresse un bref à Paul d'Astros, archevêque de Toulouse, qui dénonce clairement les rédacteurs et les théories du journal français L'Avenir, or depuis 1829, Félicité est supérieur des prêtres de Saint Méen, qu'il a renommés « prêtres de saint Pierre ». Cet institut est supprimé en 1834 par Claude-Louis de Lesquen, évêque de Rennes, ce qui jette le discrédit sur les œuvres de Jean-Marie de La Mennais dont les Filles de la Providence de Saint-Brieuc.
Sur le conseil de Lesquen, Pélagie quitte les Filles de la Providence en 1835 avec deux compagnes. Elles ouvrent une autre école à Saint Méen et d'autres jeunes filles les rejoignent tandis que les Filles de la Providence sont bientôt rappelées à Saint-Brieuc. Avec l'autorisation de Godefroy Brossay-Saint-Marc, nouvel évêque de Rennes, Pélagie et quatre compagnes prononcent leur vœux et prennent l'habit religieux le 28 août 1842. La fondatrice choisit le nom de Mère Saint-Félix et elles conviennent de s'appeler sœurs de la Providence de Saint-Méen. En 1849, l'évêque de Rennes leur donne pour supérieur le Père Maupoint, son vicaire général, qui sera plus tard évêque de La Réunion ; c'est lui qui change le nom de la congrégation pour la placer sous le vocable de l'Immaculée Conception.
La congrégation est autorisée par décret de l'État français du 8 novembre 1852 en stipulant que les membres doivent se conformer aux statuts approuvés par décret impérial du 13 novembre 1810 pour la congrégation des Sœurs de la charité de Notre-Dame d'Évron. Mère Saint-Félix s'occupe de la rédaction des constitutions en s'inspirant de celle d'Évron ; elles sont reconnues en août 1855 par l'évêque de Rennes.

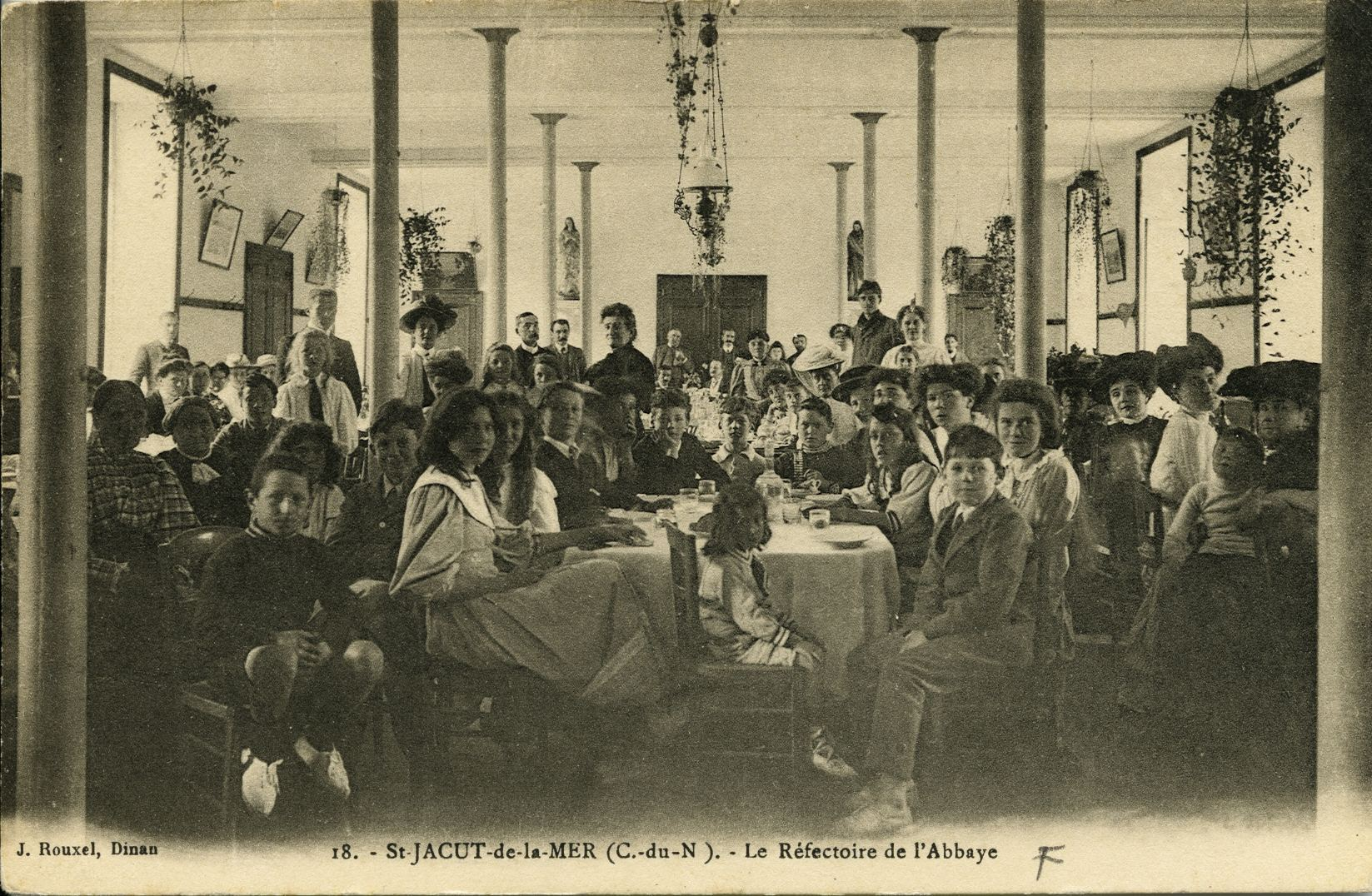
Réfectoire de l'abbaye de Saint-Jacut sur une carte postale vers 1910

À la fin du XIXe siècle, elles ont quarante-quatre établissements dans le diocèse de Rennes, une vingtaine dans celui de Quimper et dans les diocèses de Saint-Brieuc, Vannes et Laval. En 1871, elles achètent l'abbaye de Saint-Jacut pour fonder une école de filles. Les vastes bâtiments de l'abbaye permettent d'ouvrir rapidement une pension de famille dont les bénéfices permettent de financer l'école. Dans le Finistère, les religieuses assistent et soignent gratuitement les malades à Bourg-Blanc, Guimiliau, Guissény, Hanvec, Kersaint-Plabennec, Lampaul-Guimiliau, Lanhouarneau, Milizac, Plabennec, Plougonven, Plougourvest, Plouigneau, Plounévez-Lochrist, Plouvien, Plouzané, Porspoder, Rumengol, Saint-Marc, Tréflez.
À la suite des lois anticongrégationistes de 1901, les sœurs doivent s'exiler en Angleterre, en Belgique et aux Pays-Bas. En avril 1955, des sœurs sont envoyées au Congo pour répondre aux appels venant à la fois de Rome et de quelques pays d'Afrique. En 1969, elles s'installent en République démocratique du Congo et au Gabon. En 1994, le chapitre général choisit d’accueillir de jeunes Africaines qui désirent faire partie de la congrégation.

### Fusion
Deux congrégations ont fusionné avec l'Immaculée Conception de Saint-Méen :
- 1970 :  Les Sœurs de l'Immaculée Conception de Buzançais fondées le 8 décembre 1835 à Buzançais dans le diocèse de Bourges par Mère Marie Julie d'Auvergne et le Père Jean-François Oudoul pour l'enseignement et le soin des malades[12]. Elles fusionnent avec les sœurs de Saint-Méen le 23 mars 1970[13] ;

- 2011 : Les Sœurs de l'Adoration perpétuelle de Quimper. En décembre 1821, François-Marie Langrez (1787-1862) chanoine de Quimper, laisse deux petites filles malades et sans logement à la garde de Michelle Guillou, une pieuse ouvrière. L'œuvre grandissante, qui porte le nom de Providence, est ensuite confiée à Marguerite Lemaître[14]. Elle prononce ses vœux le 21 novembre 1829 avec deux compagnes. En 1832, Marie Olympe de Moëllien (1786-1843) entre à la Providence ; elle est nommée supérieure un an plus tard. Le 20 janvier 1835, Mère Olympe et ses compagnes revêtent pour la première fois l'habit religieux. En septembre 1835, les premières constitutions sont rédigées par Langrez. En mars 1836, les sœurs ajoutent l’adoration eucharistique diurne tout en continuant l'éducation des enfants pauvres. L'adoration ne devient perpétuelle (jour et nuit) qu'en 1843, huit jours après la mort de Mère Olympe. La communauté compte alors 11 sœurs de chœur, 4 sœurs coadjutrices et se charge de 70 enfants[15]. La congrégation est approuvée le 27 mars 1845 par Joseph-Marie Graveran, évêque de Quimper, et reconnue un peu plus tard par le gouvernement sous le titre de sœurs de l'adoration perpétuelle. Le 10 mai 1851, une maison est fondée à Recouvrance, qui est transférée le 29 septembre 1856 à Coat-ar-Guéven, également à Brest. L'institut devient de droit pontifical le 27 mars 1874 par le décret de louange du pape Pie IX[16]. Il est définitivement approuvé par le Saint-Siège le 24 mars 1947[17]. La congrégation fusionne le 11 mars 2011[11],[18].

## Activité et diffusion
Les sœurs se consacrent à l'enseignement de la jeunesse et au soin des malades.
Elles sont présentes en:
- France :  Bretagne et Indre.
- Afrique : République du Congo et République démocratique du Congo.